# Kabutops
Kabutops (japanski: カブトプス Kabutopusu) jedan je od 1025 fiktivnih vrsta Pokémona iz medijske franšize Pokémon, skupa Pokémon videoigara, animiranih serija, manga stripova, knjiga, igraćih karata i drugih medija kojima je tvorac Satoshi Tajiri. Svrha je Kabutopsa u videoigrama, animiranoj seriji i manga stripovima, kao i svrha ostalih Pokémona, borba s divljim Pokémonima – neukroćenim stvorenjima koje igrači i likovi pronalaze dok kreću na razne avanture – i pripitomljenim Pokémonima drugih Pokémon trenera.

## Etimologijaimena
Njegovo ime, Kabutops, vuče jednake korijene kao i ime njegovog prethodnog oblika, Kabuta – iz japanske riječi "kabuto" = kaciga, i "Triops" = vrsta račića. 
Njegovo je ime u beta verziji Pokémona glasilo Lantis, dok je ime njegovog prethodnog oblika glasilo Att (igra riječi kojima se asocira na Atlantidu).

## Pokédex podaci
- Pokémon Red/Blue: Njegov zaglađen oblik savršeno je prilagođen plivanju. Razrezuje plijen svojim kandžama, a zatim crpi njegove tjelesne tekućine.
- Pokémon Yellow: Vitak i hitar plivač. Razrezuje plijen svojim oštrim kandžama, a zatim ga potpuno isušuje, crpeći njegove tjelesne tekućine.
- Pokémon Gold: U vodi, uvlači svoje udove kako bi poprimio aerodinamičan oblik, a zatim se migolji kako bi postigao velike brzine.
- Pokémon Silver: Sa svojim oštrim kandžama, ovaj divlji, drevni Pokémon razrezuje pline i crpi njegove tjelesne tekućine.
- Pokémon Crystal: Bio je sposoban hitro plivati kroz vodu sklapajući svoje prednje udove uz tijelo.
- Pokémon Ruby/Sapphire: Kabutops je u drevnim vremenima plivao oceanima u potrazi za plijenom. Ovaj se Pokémon, prema posljednjim dokazima, počeo prilagođavati kopnenom životu, sudeći prema promjenama na perajama i udovima.
- Pokémon Emerald: Kabutops je u drevnim vremenima plivao oceanima u potrazi za plijenom. Ovaj se Pokémon, prema posljednjim dokazima, počeo prilagođavati kopnenom životu, sudeći prema promjenama na perajama i udovima.
- Pokémon FireRed: Slobodno pliva kroz vodu. Hvata plijen svojim oštrim britvama, a zatim crpi njegove tjelesne tekućine.
- Pokémon LeafGreen: Njegov zaglađen oblik savršeno je prilagođen plivanju. Razrezuje plijen svojim kandžama, a zatim crpi njegove tjelesne tekućine.
- Pokémon Diamond/Pearl: Smatra se kako se ovaj Pokémon počeo prilagođavati kopnenom životu nakon što se njegov plijen počeo seliti na kopno.

## U videoigrama
Kabutopsa nije mguće uhvatiti u ijednoj Pokémon igri. Jedini način pridodavanja Kabutopsa u igračev tim i Pokédex jest razvijanje njegovog prethodnog oblika, Kabuta, na 40. razini. Kabuta se može oživjeti iz Dome fosila pronađenog unutar planine Moon.
Kabutops posjeduje veoma visoke Attack i Defense statistike.

## Tehnike
| Prirodne tehnike             | Prirodne tehnike | Prirodne tehnike |
| ---------------------------- | ---------------- | ---------------- |
| Tehnika                      | Vrsta tehnike    | Razina           |
| Lukavština (Feint)           | Normalni         |                  |
| Grebanje (Scratch)           | Normalni         |                  |
| Otvrdnjavanje (Harden)       | Normalni         |                  |
| Upijanje (Absorb)            | Travnati         |                  |
| Opaki pogled (Leer)          | Normalni         |                  |
| Hitac blatom (Mud Shot)      | Zemljani         |                  |
| Napad pijeskom (Sand-attack) | Zemljani         |                  |
| Vodeni mlaz (Aqua Jet)       | Vodeni           |                  |
| Mega isušivanje (Mega Drain) | Travnati         |                  |
| Razrezivanje (Slash)         | Normalni         | 40               |
| Metalni zvuk (Metal Sound)   | Čelični          | 45               |
| Drevna moć (AncientPower)    | Kameni           | 54               |
| Zavrtanje (Wring Out)        | Normalni         | 63               |
| Noćno razrezivanje (Slash)   | Mračni           | 72               |

## Statistike
| HP:      | 60  |  |
| Attack:  | 115 |  |
| Defense: | 105 |  |
| Special: | 70  |  |
| SpAtk:   | 65  |  |
| SpDef:   | 70  |  |
| Speed:   | 80  |  |

Statistika Special korištena je samo tijekom prve generacije; kasnije je podijeljenja na Special Attack i Special Defense statistike.

## U animiranoj seriji
Kabutops je imao nekoliko zamjetnih pojavljivanja u Pokémon animiranoj seriji. U jednom od pojavljivanja, Ash i ostali nailaze na otok koji je zapravo zabavni park čiji je vlasnik vođa Tima Raketa, nastanjen divovskim Pokrmon robotima. Među ovim divovskim Pokémonima, nalazili su se Zapdos, Moltres, Kabutops, i završni oblici tri početna Pokémona prve generacije.
U sljedećem pojavljivanju, Kabutops je bio drevan Pokémon koji je hibernirao na dnu kanjona s ostalim izumrlim Pokémonima. Kada Ash i ostali propadnu kroz kanjon, drevni ih Pokémoni napadnu, i izbije borba između njih i Ashovog Charmeleona, tijekom koje se Ashov Charmeleon razvije u Charizarda.